# 9 mm Glisenti

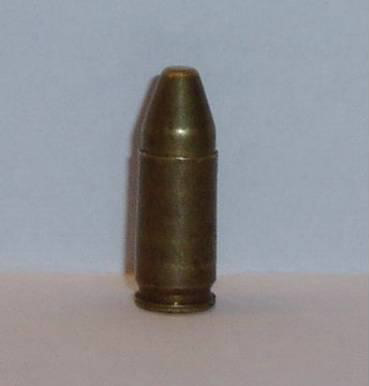
Náboj 9 mm Glisenti

9 mm Glisenti je pistolový náboj používaný italskými ozbrojenými silami od roku 1910 do konce druhé světové války.

## Historie a použití
9 mm Glisenti byl vyvinut pro italskou pistoli Glisenti Model 1910, poprvé použitou v první světové válce. Byl také použit v jiných italských pistolích jako je: Beretta Model 1915 a Beretta M1923 a samopaly Villar-Perosa M 1915, OVP a Beretta Model 1918. Náboj byl oficiálně ve výzbroji Italské armády pouze do roku 1938, poté začal být nahrazován nábojem 9 × 19 mm Parabellum.

## Specifikace
Náboj vycházel z německého náboje 9 × 19 mm Parabellum. Oba náboje jsou rozměrově totožné, nicméně prachová náplň 9mm Glisenti je menší a v porovnání s 9 × 19 mm Parabellum, je jeho výkon zhruba o třetinu nižší. 9 mm Glisenti byl vyráběn pouze se střelou vybavenou špičkou ve tvaru komolého kuželu.
- Hmotnost náboje: 13 g
- Hmotnost střely: 8,05–8,10 g
- Hmotnost prachu: 0,20 g
- Rychlost střely: 290 m/s
- Energie střely: 341 J
- Zápalka: Berdan